# Jyväskylän Pallo
JYP – fiński klub hokeja na lodzie z siedzibą w Jyväskylä.
Z JYP współpracowały innego kluby z Jyväskylä, pełniąc funkcję zespołów farmerskich: Diskos Jyväskylä (1993–2004), D-Kiekko (2004–2008), D Team (2008-2011), JYP-Akatemia (2011-2017). W 2017 JYP podjął współpracę z KeuPa HT.

## Sukcesy
- Złoty medal mistrzostw Finlandii: 2009, 2012
- Srebrny medal mistrzostw Finlandii: 1989, 1992
- Brązowy medal mistrzostw Finlandii: 1993, 2010, 2013, 2015, 2017
- Trofeum pamiątkowe Harry’ego Lindbladina – pierwsze miejsce w sezonie zasadniczym SM-liigi: 1992, 2009, 2010, 2011
- Hopealuistin: 1992, 1997, 2011, 2017
- European Trophy: 2013
- Mistrzostwo Hokejowej Ligi Mistrzów: 2018